# Arvid Schenk
Arvid Schenk (* 28. Juli 1989 in Rostock) ist ein ehemaliger deutscher Fußballtorwart und heutiger Trainer.

## Karriere als Spieler
Schenk begann seine Karriere in der Jugend von Hansa Rostock, von der aus er in der Spielzeit 2008/09 den Sprung in die U-23-Mannschaft schaffte. Bis zum Saisonende hütete er achtmal das Tor der Hanseaten, ehe er im Sommer 2009 zur zweiten Mannschaft des FC St. Pauli wechselte. Bei den Hamburgern konnte Schenk sich auf Anhieb durchsetzen und war dort die gesetzte Nummer 1. Zur Saison 2012/13 verließ er den FC St. Pauli in Richtung U-23 des VfL Wolfsburg. Dort kam er aus Verletzungsgründen in zwei Jahren lediglich zu vier Ligaeinsätzen. Sein Vertrag wurde im Juni 2014 nicht verlängert.
Im Oktober 2014 wurde er vom schottischen Erstligisten FC Dundee als Ersatz für deren zweiten Torwart verpflichtet, da Stammtorwart Scott Bain nach einer Verletzung für längere Zeit ausfallen sollte. Sein Ligadebüt bestritt Schenk am 1. Januar 2015 beim Dundee Derby gegen Dundee United, das mit 2:6 verloren wurde. Er bestritt danach kein weiteres Liga-Spiel für den FC Dundee, da sein Vertrag nur bis zum 31. Januar 2015 lief. Nachdem er sich bei Eintracht Braunschweig fit gehalten hatte, unterschrieb er zur Saison 2015/16 beim Hamburger Oberligisten Altona 93. Nach einem Jahr wechselte Schenk zur Saison 2016/17 zum SV Eichede, für den er zehn Mal in der Regionalliga Nord zum Einsatz kam. Anschließend beendete er seine Karriere.

## Karriere als Trainer
In der Saison 2017/18 war Schenk Torwarttrainer der U11 bis U13 (E- bzw. D-Jugend) des Hamburger SV. Seit der Saison 2018/19 war er Torwarttrainer der zweiten Mannschaft. Parallel arbeitete Schenk als privater Fitnesstrainer.
Zur Saison 2023/24 wurde Schenk Torwarttrainer bei den Drittligaprofis des VfB Lübeck.

## Privates
Arvid Schenk ist der Sohn des Zehnkämpfers Christian Schenk und Enkel des einstigen Hansa Rostock-Torhüters Jürgen Heinsch, sowie des früheren DDR-Meisters im Hürdenlauf, Eberhard Schenk.